# Mariano Álvarez (generale)
Mariano Álvarez (Noveleta, 15 marzo 1818 – Cavite, 25 agosto 1924) è stato un generale e politico filippino. Alleato di Andrés Bonifacio, fu nominato comandante supremo in seconda dell'organizzazione rivoluzionaria del Katipunan durante la Rivoluzione filippina.

## Infanzia
Nato a Noveleta, nella Provincia di Cavite, da Severino Álvarez e da Maria Malia, studiò presso il San Jose College di Manila e ottenne il diploma di insegnante. Tornato a Cavite, lavorò come insegnante a Naic e Maragondon. Si sposò con Nicolasa Virata nel 1863. Nel 1871 fu incarcerato e torturato dalle autorità spagnole per un insulto rivolto a un soldato ispanico. L'anno seguente, accusato di coinvolgimento nell'ammutinamento di Cavite, fu nuovamente imprigionato a Maila. Dopo il suo rilascio tornò a Noveleta e nel 1881 fu eletto capitano municipale, posizione che ricoprì fino allo scoppio della Rivoluzione filippina del 1896.

## La rivoluzione
Alvarez era stato un membro attivo del Katipunan, la società segreta anti spagnola fondata da Andres Bonifacio nel 1895. Nei primi mesi dell'anno successivo fu eletto Presidente della fazione Magdiwang e contribuì a facilitare l'adesione al movimento nella zona di Cavite. Quando scoppiò la rivoluzione nel 1896, condusse le forze dei filippini in diverse battaglie contro l'esercito spagnolo: i suoi sforzi contribuirono a liberare maggior parte delle città della Provincia di Cavite dal controllo della Spagna già in poche settimane dall'inizio della rivolta. 
Nel dicembre 1896 Bonifacio designò Álvarez come generale e secondo in comando del Katipunan. Dopo aver perso una lotta di potere interna con Emilio Aguinaldo per il comando delle forze rivoluzionarie, Bonifacio fu giustiziato nel 1897; Alvarez fu sconvolto dalla morte di Bonifacio e, come Emilio Jacinto, rifiutò di unirsi alle forze di Aguinaldo.

## Gli ultimi anni
Gli Stati Uniti d'America presero il controllo delle Filippine dopo la guerra ispano-americana. Alvarez vinse le elezioni a Presidente municipale di Noveleta, e aderì all'orientamento nazionalista della Chiesa filippina indipendente, fondata da Isabelo de los Reyes e Gregorio Aglipay nel 1902. 
Si ritirò dalla vita politica dopo la fine del suo mandato come Presidente e alla fine morì il 25 agosto 1924 per un reumatismo cronico all'età di 106 anni. Il comune di Gen. Mariano Alvarez, Provincia di Cavite, fu fondato nel 1981 e battezzato così in suo onore.